# Ödipusz-komplexus

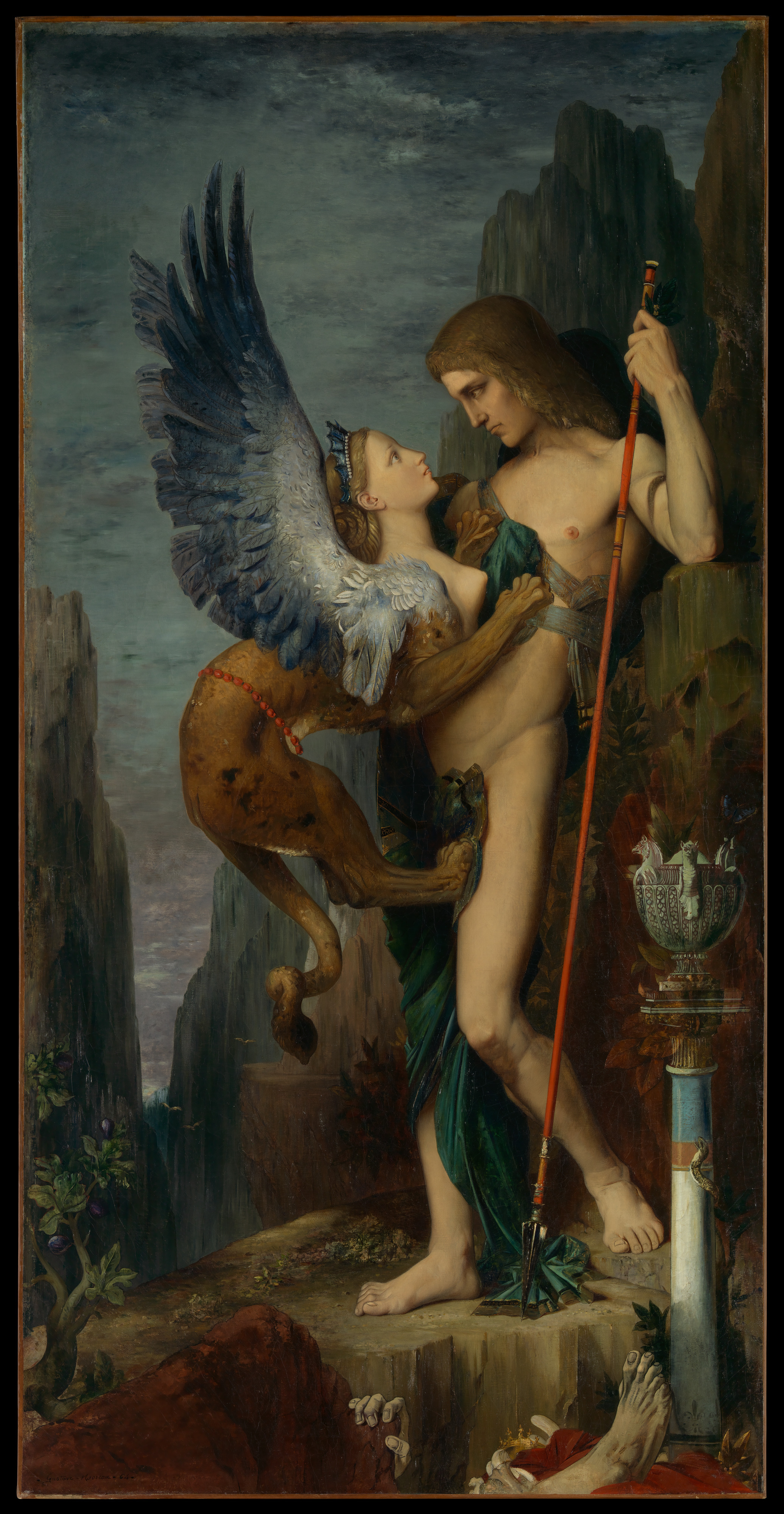
Gustave Moreau: Oidipusz és a szfinx (1864)

Az Ödipusz-komplexus egy pszichoanalitikus elméleti fogalom, melyet Sigmund Freud vezetett be az Álomfejtés című könyvében. A fogalom a gyermek tudattalan vágyára utal, amelyet az ellenkező nemű szülő iránt érez, és mely a normális pszichoszexuális fejlődés fallikus szakaszának elengedhetetlen részeként jelenik meg (3-6 éves korban).
Freud úgy gondolta, hogy a komplexus sikeres feloldása úgy történik, hogy a gyermek azonosul (identifikációval) az azonos nemű szülővel; ha pedig ez elmarad, a sikertelen feloldás neurózishoz, pedofíliához és homoszexualitáshoz vezethet. 
Carl Gustav Jung vezette be az Élektra-komplexus kifejezést 1913-ban, melyet a fiatal lányoknál megjelenő Ödipusz-komplexusra használt. Freud nem értett egyet a megnevezéssel, és azt javasolta, hogy az Ödipusz-komplexus - mely eredetileg csak fiúgyermekek szexuális vágyára vonatkozott az anyjuk iránt – valójában fiú és lány gyermekeknél is megjelenik a szülő iránti vágy formájában. Míg a fiúk kasztrációs félelmen, addig a lányok péniszirigységen keresztül tapasztalják meg a komplexust.
Az elnevezés Szophoklész i. e. 5. századában írt Oidipusz király című tragédiájából ered, melynek hőse, Oidipusz akaratlanul megöli apját és feleségül veszi saját anyját.